# Vampire in the Garden
Vampire in the Garden ( jヴァンパイア・イン・ザ・ガーデン,est une série animée fantastique japonaise originale produite par Wit Studio.  Initialement prévue pour une première sur Netflix en 2021 , la série a été reportée au 16 mai 2022,.

## Synopsis
Momo, une jeune fille d'environ 14 ans, en a assez de vivre dans un monde - de culture russe - en proie à la guerre et à la haine qui déchire les humains et les vampires. elle quitte sa ville natale accompagné de Fine, une puissante vampire, pour trouver un "paradis" où la symbiose est possible.

## Production
La série a été annoncée pour la première fois en mars 2019 par Netflix , Wit Studio s'occupant de la production de la série. Ryōtarō Makihara a servi comme directeur avec l'aide de Hiroyuki Tanaka . Tetsuya Nishio a conçu les personnages et Shunichiro Yoshihara a servi comme directeur artistique de la série.  Yoshihiro Ike a été le compositeur de la série. Vampire in the Garden est sorti dans le monde entier le 16 mai 2022 sur Netflix.

## Distribution[9],[4]
- Megumi Han : Momo
- Yū Kobayashi : Fine
- Chiaki Kobayashi : Allegro
- Rika Fukami : Nobara
- Hiroki Tōchi : Kubo